# Aline Alba
Aline Alba est une actrice française.

## Filmographie
- 1971 : La Cavale de Michel Mitrani
- 1974 : Un linceul n'a pas de poches de Jean-Pierre Mocky
- 1975 : L'Ibis rouge de Jean-Pierre Mocky
- 1985 : Le Pactole de Jean-Pierre Mocky
- 1988 : Une nuit à l'Assemblée nationale de Jean-Pierre Mocky
- 1991 : Le Coup suprême de Jean-Pierre Sentier